# Telecentro Canal 13

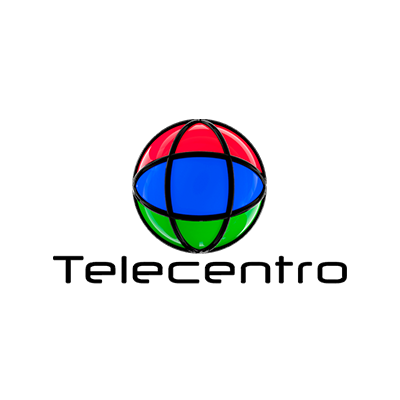

Telecentro Canal 13 est une chaîne de télévision qui diffuse son signal de Saint-Domingue, République dominicaine pour l'ensemble du pays travers le chaîne 13.